# Transmisión transestadial

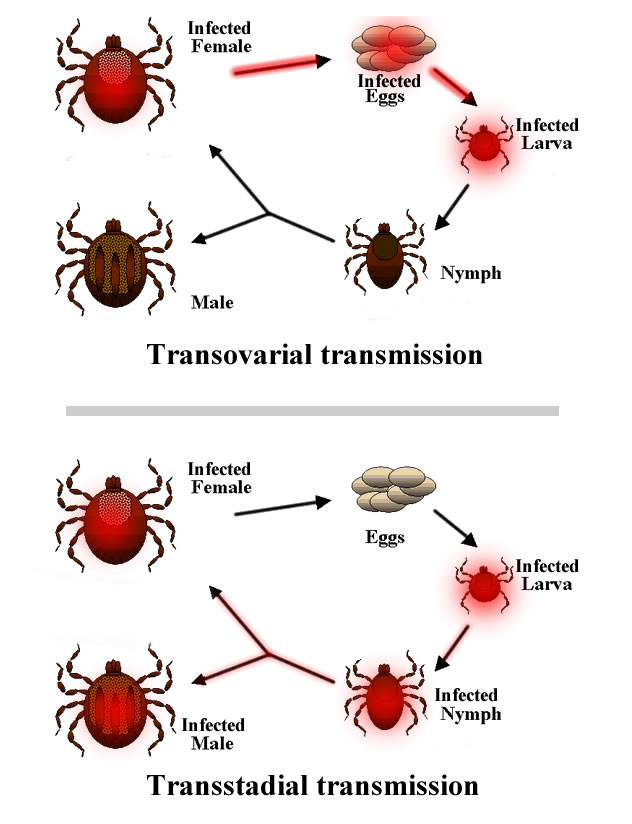
Transmisión transovarial y transestadial de Ixodes (garrapatas)

La transmisión transestadial ocurre cuando un patógeno permanece en el vector desde un estadio de vida al siguiente. Por ejemplo, la bacteria Borrelia burgdorferi, agente causante de la enfermedad de Lyme, infecta a la garrapata que es su vector en el estadio de larva y la infección se mantiene mientras muda a ninfa y más tarde a adulto.
Este tipo de transmisión se observa también en otros parásitos tales como los virus o Rickettsia. Además de las garrapatas, los ácaros son otro vector común. Algunas fuentes consideran a la transmisión transestadial un tipo de transmisión horizontal, mientras que otras fuentes la consideran un tipo de transmisión vertical o parcialmente vertical.
Un bloqueo transestadial puede considerarse lo opuesto a la transmisión transestadial, y ocurre cuando el parásito no puede ser acarreado desde un estadio de vida al siguiente. Por ejemplo, los virus que sufren de bloqueo transestadial pueden presentar una infectividad disminuida en insectos en muda.